# Daniel Nzika
Daniel Franck Nzika (* 16. Februar 1971 in Ouésso) ist ein kongolesischer Geistlicher und römisch-katholischer Bischof von Impfondo.

## Leben
Daniel Nzika besuchte von 1992 bis 1995 das Kleine Seminar in Makoua. Anschließend studierte er Philosophie und Katholische Theologie am Katholischen Institut von Toulouse. Nzika empfing am 9. Dezember 2000 das Sakrament der Priesterweihe für das Bistum Ouesso.
Von 2000 bis 2002 war Nzika zunächst als Pfarrvikar der Pfarrei Saint Michel in Pokola tätig, bevor er 2003 Spiritual am propädeutischen Seminar und Pfarrer wurde. Von 2010 bis 2012 war er Generalvikar des Bistums Ouesso und Pfarrer der Kathedrale Saint-Pierre Claver in Ouésso. Danach wurde er für weiterführende Studien nach Frankreich entsandt, wo er 2015 am Institut catholique d’Angers ein Lizenziat im Fach Dogmatik erwarb. Nach der Rückkehr in seine Heimat wurde Nzika 2016 erneut Generalvikar.
Am 12. Dezember 2019 ernannte ihn Papst Franziskus zum Bischof von Impfondo. Der Apostolische Nuntius in der Republik Kongo, Erzbischof Francisco Escalante Molina, spendete ihm am 1. März 2020 auf dem Vorplatz der Kathedrale Notre-Dame in Impfondo die Bischofsweihe; Mitkonsekratoren waren der Bischof von Owando, Victor Abagna Mossa, und der emeritierte Bischof von Impfondo, Jean Charles Émile Gardin CSSp.